# جائزة لمدان
جائزة لمدان (بالعبرية: פרס למדן) كانت جائزة إسرائيلية تمنح للأعمال الأدبية. للأطفال والشباب بين عامي 1954 - 1983.